# دنویل (آیووا)
دنویل (به انگلیسی: Danville) شهری در ایالت آیووا کشور ایالات متحده آمریکا است که جمعیت آن در سرشماری سال ۲۰۱۰ میلادی، ۹۳۴ نفر بوده‌است.